# Sérgio Sacani
Sérgio Sacani Sancevero (Londrina, 17 de setembro de 1975) é um geofísico, youtuber, podcaster e divulgador científico brasileiro. É dono do blog Space Today e apresentador do canal Ciência Sem Fim, associado aos Estúdios Flow.

## Vida acadêmica
Sérgio Sacani é graduado em Geofísica pela Universidade de São Paulo (1999), mestre em Ciências e Engenharia de Petróleo pela Universidade Estadual de Campinas (2003) e doutor em Geociências pela mesma universidade (2007).

## Carreira na internet
De ascendência italiana, Sacani é popularmente conhecido como divulgador científico no YouTube e entusiasta da astronomia. Seu interesse pelo tema surgiu na infância, quando morava em Viçosa, e ganhou força em 1986, ano da passagem do Cometa Halley.
Em junho de 2009, Sacani criou o blog Cientec, que disponibilizava informações e artigos científicos para embasar notícias e opiniões fundamentadas sobre diversos temas. Manteve o projeto por vários anos até que o site passou por um processo de rebranding, transformando‑se no Space Today, nome que homenageia os blogs de astronomia Universe Today e Space.com.
Em 9 de abril de 2015, Sérgio Sacani lançou o canal Space Today no YouTube — atualmente com mais de um milhão de inscritos — dedicado exclusivamente à astronomia, além de manter o blog homônimo.
Em 2021, criou o podcast de entrevistas Ciência Sem Fim, gravado nos estúdios do Flow Podcast, no qual conversa com convidados que atuam ou se interessam por ciência, tecnologia e educação.